# Нормейния (тауншип, Миннесота)
Нормейния (англ. Normania) — тауншип в округе Йеллоу-Медисин, Миннесота, США. На 2000 год его население составило 188 человек.

## География
По данным Бюро переписи населения США площадь тауншипа составляет 93,9 км², из которых 92,0 км² занимает суша, а 1,9 км² — вода (2,07 %).

## Демография
По данным переписи населения 2000 года здесь находились 188 человек, 74 домохозяйства и 54 семьи.  Плотность населения —  2,0 чел./км².  На территории тауншипа расположено 82 постройки со средней плотностью 0,9 построек на один квадратный километр. Расовый состав населения: 100,00 % белых. 
Из 74 домохозяйств в 31,1 % воспитывались дети до 18 лет, в 66,2 % проживали супружеские пары, в 4,1 % проживали незамужние женщины и в 25,7 % домохозяйств проживали несемейные люди. 23,0 % домохозяйств состояли из одного человека, при том 8,1 % из — одиноких пожилых людей старше 65 лет. Средний размер домохозяйства — 2,54, а семьи — 2,98 человека.
30,9 % населения — младше 18 лет, 4,3 % — в возрасте от 18 до 24 лет, 27,7 % — от 25 до 44, 22,9 % — от 45 до 64, и 14,4 % — старше 65 лет. Средний возраст — 38 лет. На каждые 100 женщин приходилось 111,2 мужчин.  На каждые 100 женщин старше 18 приходилось 113,1 мужчин.
Средний годовой доход домохозяйства составлял 36 750 долларов, а средний годовой доход семьи —  39 688 долларов. Средний доход мужчин —  31 250  долларов, в то время как у женщин — 27 083. Доход на душу населения составил 19 067 долларов. За чертой бедности находились 1,8 % семей и 6,1 % всего населения тауншипа, из которых 7,5 % младше 18 и 14,3 % старше 65 лет.